# Hymenolaelaps
Hymenolaelaps es un género de ácaros perteneciente a la familia  Laelapidae.

## Especies
- Hymenolaelaps amphibius (Zakhvatkin, 1948)
- Hymenolaelaps princeps Furman, 1972